# 12661 Шеллінг
12661 Шеллінг (12661 Schelling) — астероїд головного поясу, відкритий 27 лютого 1976 року.
Тіссеранів параметр щодо Юпітера — 3,586.